# Ploem ploem jenka
"Ploem ploem jenka" is de Nederlands gezongen versie van Trea Dobbs van het nummer "Letkis", een internationale Finse hit uit 1965. Met dat nummer deed ze mee aan het Nationaal Songfestival van 1965. Het lied eindigde als derde, achter inzendingen van Conny Vandenbos (winnares met "'t Is genoeg") en Ronnie Tober ("Geweldig"). 

## Tracklist

### 7" Single
Decca AT 10 124
1. Ploem ploem jenka
2. Stad

## Hitnoteringen
| Titel                      | Titel                 | Titel    | Titel | Titel | Titel | Titel | Titel | Titel | Titel | Titel | Titel | Titel | Titel | Titel | Titel | Titel | Titel | Titel |
| Hitlijst                   | Datum van binnenkomst | Week:    | 1     | 2     | 3     | 4     | 5     | 6     | 7     | 8     | 9     | 10    | 11    | 12    | 13    | 14    | 15    |       |
| -------------------------- | --------------------- | -------- | ----- | ----- | ----- | ----- | ----- | ----- | ----- | ----- | ----- | ----- | ----- | ----- | ----- | ----- | ----- | ----- |
| Nederlandse Top 40         | 06-03-1965            | Positie: | 39    | 15    | 12    | 8     | 10    | 10    | 11    | 11    | 14    | 20    | 20    | 20    | 37    | 34    | 40    | uit   |
| Tijd voor Teenagers Top 10 | 20-03-1965            | Positie: | 9     | 10    | 10    | 9     | 9     | uit   |       |       |       |       |       |       |       |       |       |       |